# Johann Nepomuk Czermak
Johann Nepomuk Czermak (n. 17 iunie 1828 - d. 16 septembrie 1873) a fost un fiziolog ceh.
Este cunoscut prin studiile sale de fiziologie (printre care cele referitoare la reglarea nervoasă a activități inimii), precum și prin perfecționările aduse unor aparate medicale.
A efectuat cercetări de pionierat în domeniul laringelui și al corzilor vocale.
Astfel, a imaginat laringoscopul care îi poartă numele, iar în 1857 reușește să fotografieze corzile vocale în acțiune.
O altă realizare a sa o constituie sfigmograful electric.

## Lucrări
- 1860: Despre laringoscop și întrebuințarea sa în fiziologie și medicină
- 1854 - 1856: Studii de fiziologie
- 1871: Asupra inimii și a influenței sistemului nervos asupra acesteia.